# Ludoteca

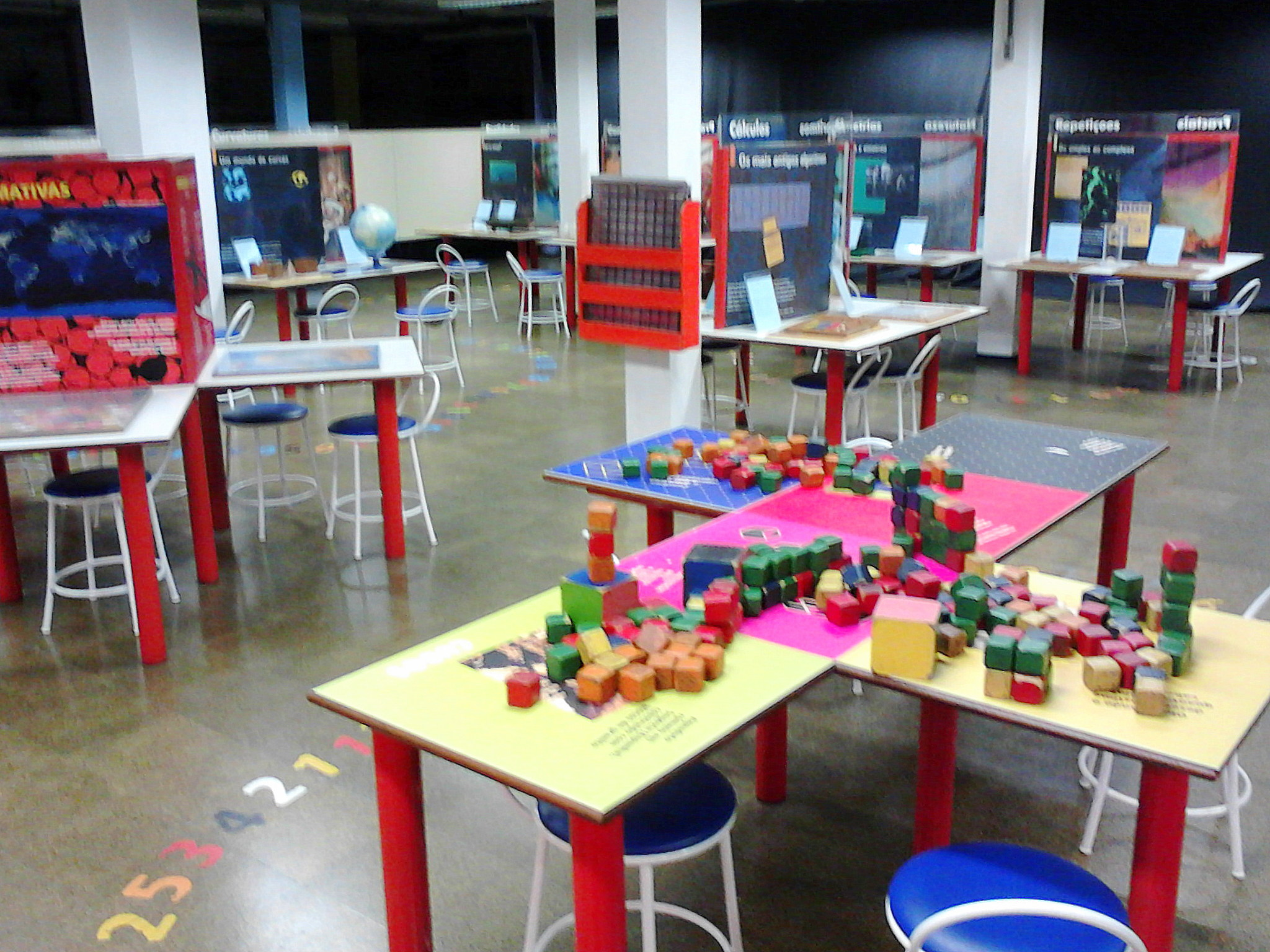
Imatge d'una Ludoteca

Una ludoteca és l'espai on es realitzen activitats lúdiques, especialment en educació infantil, amb la finalitat d'estimular el desenvolupament físic, mental i de solidaritat amb altres persones. El terme deriva del llatí ludus (joc, joguet) i de la paraula grega théke (caixa), lloc on es guarda alguna cosa.
Aquest lloc es va originar, principalment, com un espai pedagògic específic sobre els anys 1960. El seu objectiu principal va ser ajudar a les famílies que presentaven nens amb dificultats. La primera ludoteca va ser la Toy Loan als Estats Units (1934) i la Lekotek a Suècia (1963). A Catalunya, la pionera va ser la ludoteca Margarida Bedòs, que es va fundar el 1980 al barri de Les Termes de Sabadell. En aquesta mateixa època, la UNESCO va fundar vàries ludoteques a presons, escoles i centres comunitaris.
En aquest espai, es comparteix en un mateix ambient: la llibertat, l'expressivitat, el diàleg, el plaer, etc. Privilegia el joguet com un medi permanent i eficaç, que proporciona al nen un espai de socialització i de formació moral i cultural.
Segons l'autora Andrea Jurdi (2013): "en construir una proposta d'atenció enfocada en el social, establint connexions amb altres àrees del coneixement, s'entén que fem sorgir noves formes de subjectivitat i existència, trencant amb els silenciaments i silencis que impregnen les pràctiques dirigides a la infància".

## Ludotecari/a
El ludotecari és la persona responsable d'acompanyar els nens i nenes en el seu propi procés de desenvolupament psicosocial, intel·lectual i afectiu. Pot inscriure’s dins de l'animació socio-educativa, ja que tracta de fer néixer i desenvolupar activitats educatives i culturals que tendeixen a una educació continua i que va cap a un desenvolupament global de l'individu.
Ha de tenir la capacitat de divertir-se juntament amb ells, perquè tracta d'iniciar els infants dins d'una educació pel temps lliure creant situacions que li permetin ser més aptes per a la posició del llenguatge d'expressió i d'anàlisi racional a partir del moment en què l'edat els ho permeti.
Aquesta persona ha de ser capaç de crear un ambient de tolerància i respecte on tots els nens/es disposin de llibertat individual per experimentar.
Cal afegir que ha de posseir coneixements sobre els processos de desenvolupament de la infantesa, saber seleccionar els materials auxiliars didàctics als quals ha de recórrer i el temps que disposa per a les activitats.
Les necessitats de personal d'una ludoteca dependran del nombre d'usuaris, de les activitats que la ludoteca realitzi i de la seva mida.
De forma general hi podem distingir 4 tipus:
- Ludotecari responsable: Té la responsabilitat de fer la programació, l'avaluació de les activitats, gestionar l'economia del centre, del funcionament i material de la ludoteca.
- Ludotecari ajudant: En algunes ludoteques, col·laboren en les funcions esmentades anteriorment. Solen estar presents en les hores de més afluència, és a dir, hores puntes.
- Animadors especialitzats: Són educadors eventuals que col·laboren de forma esporàdica (només en algunes activitats). Porten la iniciativa dintre del seu taller de treball.
- Col·laboradors varis: Són tant els pares, estudiants, persones de la tercera edat i els mateixos nens. Cada grup de col·laboradors té la seva responsabilitat concreta. Els seus treballs han de ser orientats i supervisats pel ludotecari.

El personal del centre ha d'estar format per un mínim de dues persones inclosa una persona coordinadora, amb una titulació mínima d'educació superior en pedagogia, psicopedagogia, magisteri o educació social, que serà qui dirigirà l'equip de professionals que treballa a la ludoteca.
Els altres membres de l'equip de direcció han de tenir com a mínim un títol de grau mitjà de l'àmbit dels serveis socioculturals a la comunitat o el diploma de monitor d'activitats de lleure infantil i juvenil. En aquest darrer cas, aquests professionals s'han de trobar sota la direcció d'un altre membre del personal de gestió.
Un professional per cada grup de joc situat en un espai diferenciat podrà fer-se càrrec com a màxim de 12 infants de 0 a 3 anys; de 12 infants de 4 a 6 anys o de 15 infants majors de 6 anys.

## Estructura d'una ludoteca
Un dels aspectes fonamentals en el disseny d'una ludoteca és l'organització de l'espai i els recursos lúdics. L'espai ha d'estar delimitat per poder dotar de contingut les diferents dinàmiques, creant zones temàtiques diferenciades segons el tipus de joc que es proposa en cada espai.
S'ha de tenir en compte que les mesures de seguretat han de ser les màximes, ja que els usuaris d'una ludoteca són principalment nens/es.
Pel que fa a l'organització dels recursos lúdics, és important tenir classificats els jocs, segons l'edat recomanada d'ús, la temàtica i els beneficis psicopedagògics. Això permetrà mantenir un control funcional i pedagògic de la col·lecció de jocs i joguines que existeixen a la ludoteca.
Una correcta distribució de les diverses parts que formen una ludoteca pot facilitar les seves funcions, tant des del punt de vista del prestam, com de la seva capacitat per sala de joc o activitats d'animació.
D'altra banda, la programació bàsica d'activitats de la ludoteca ha de centrar-se sobretot en el joc lliure a causa que aquest combina la voluntarietat, l'establiment de relacions socials, l'espontaneïtat i el desenvolupament de l'autonomia. El joc lliure ha d'anar acompanyat de materials de joc seleccionats sota criteri de qualitat funcional, material i pedagògica, una distribució d'espais i una normativa interna.
Les ludoteques han de presentar un aspecte atractiu i agradable pel nen/a, i la decoració i el mobiliari han d'estar adaptats i idealitzats per ells.
Un model estàndard per ludoteques podria ser el següent:
- Un vestíbul: Proveït de penjadors i armaris per la roba, lavabos per rentar-se les mans, una taula apta per la devolució i comprovació de les joguines i una taula per respondre qüestionaris sobre els joguets.

- Sala d'exposició de les joguines: Ha de ser espaiosa perquè les joguines es puguin veure bé i puguin ser escollides pels mateixos infants, seria necessària tenir almenys dos exemplars de cada joguet, un per l'exposició i el joc a la ludoteca i l'altre pel prestam. Per acabar, a un costat de la sala es podria instal·lar la taula del ludotecari/a i els fitxers de les joguines i dels usuaris.

- Espai de prova de les joguines: presenten un revestiment a terra per poder jugar, i també a les parets, per amortir el soroll. S'ha de procurar que aquest espai sigui especialment acollidor, ja que serà el lloc on els infants podran jugar en grup.

Si es disposa d'espai suficient, s'ha de pensar en sales dedicades per a:
- Jocs amb aigua i sorra.
- Activitats especials (globus, cursa de sacs, disfresses, etc.).
- Taller de reparació i fabricació de joguines: Considerem que aquest espai és essencial dins d'una ludoteca tant en l'àmbit pràctic i econòmic com en l'àmbit educatiu i formatiu. Pot permetre als nens a tornar a fer per ells mateixos els seus joguets, o col·laborar en la reparació d'aquests.

Pot ser profitosa la col·laboració no solament dels pares, sinó també de les 
persones de la tercera edat.
- Magatzem de joguines: Es pot col·locar al costat del taller i serà on es guardaran les joguines que encara no estiguin registrades, fitxades o preparades per al préstec, igual que les que pel seu deteriorament o per estar incompletes no poden seguir circulant, però poden servir de material de recanvi o de confecció d'altres joguines. Els materials que s'utilitzin per a la protecció de joguines, també es guardaran al magatzem.

- Un espai a l'aire lliure: pot resultar ideal per realitzar jocs a l'aire lliure i per la prova de les joguines en l'exterior.

Poder donar el nom de “sala” a un espai tancat amb les quatre parets i també a un espai obert limitat per barreres no arquitectòniques de manera que podem imaginar també una ludoteca com un gran espai cobert, amb el terra a diferents nivells, en funció de les diverses activitats i tasques, degudament emmoquetat, apte per jugar a terra, amb mòduls de diferents mesures, formes i colors que puguin servir igual de taules que de cadires com poden ser manejats a la manera d'un gegantí joc de construccions que desenvolupin la creació i a la vegada col·labori en la formació d'un ambient acollidor.
El titular del centre ha d'assegurar que els locals i instal·lacions compleixin la normativa vigent en matèria de seguretat, higiene, sanitat, habitabilitat, accessibilitat i supressió de barreres arquitectòniques, tenint en compte l'edat de les persones usuàries a les quals va destinat el servei, i està obligada a facilitar l'accés als espais i a les instal·lacions al personal de les administracions competents en matèria d'inspecció i de control dels aspectes esmentats.
Tots els centres han de disposar d'una farmaciola fora de l'abast dels nens, degudament tancat, amb el material necessari per fer unes primeres cures.

## Etapes de desenvolupament de l'usuari
A partir dels dos anys, el nen comença una nova etapa de joc quan utilitza la seva experiència anterior per aconseguir nous aprenentatges més elaborats a causa que la naturalesa dels seus jocs canviarà perquè desenvolupa la seva capacitat per pensar ell mateix els seus nous descobriments. Comença a comunicar-se fluidament, amplia el seu vocabulari i compta amb un major domini del seu cos, fent que busqui noves experiències, companys de joc per desenvolupar la seva imaginació participant més en el món dels adults.
L'etapa escolar significa un altre esglaó en el progrés dels seus jocs, ara jugant al col·legi i a l'arribar a casa seguin jugant i posant en pràctica el que han viscut i après al col·legi, imitant la realitat, representant mitjançant el joc simbòlic tot el que han viscut o volen viure, permeten exterioritzar les seves emocions: alegries, sentiments, moments difícils, frustracions, etc.

DE 4 A 6 ANYS 
- Les xiquetes i els xiquets són capaços de realitzar activitats físiques completes.
- Escoltar i contar contes.
- La seva creativitat i imaginació estan en ple desenvolupament.
- Els seus moviments són constants, el que fa que siguin inquiets, curiosos i plens d'energia.
- El teatre guinyol, l'expressió corporal, ballar i fer tot tipus d'exercici els entreté.
- La imaginació i creativitat en activitats manuals són del seu gust i les realitza amb entusiasme.
- Els agrada jugar amb poals, pals, fusta, etc., per a construir grans torres i castells.
- Els agrada que es reconeguin els seus esforços i el seu entusiasme en les tasques que realitza.
- La imitació d'animals i dramatitzar fa que la seva imaginació voli.
- Els interessa el joc amb massa, fang, plastilina, colors, etcètera.

DE 7 A 9 ANYS: 
- Necessiten constantment reconeixement dels seus esforços
- El joc col·lectiu els ajuda a entendre les regles i a respectar-les.
- Llegir llibres d'aventures, pirates, fades, etc.
- Els agrada el dibuix amb diferents tècniques (colors, aquarel·les, etc.)
- Juguen en grup, saben compartir i estableixen relacions de companys.
- S'interessen pel món que els envolta i exploren i investiguen.
- La família forma part important de la seva vida i el seu desenvolupament.
- Són impacients, curiosos, explosius i contradictoris.
- Els agraden els jocs de taula.
- Els agrada l'actuació i les obres de teatre.
- Els seus desitjos per créixer són enormes (juguen a ser persones adultes).
- Formen grups del mateix sexe.
- És important que tinguin llibertat d'expressió tant d'opinions com dels seus problemes.
- Els entreté inventar i crear amb qualsevol material.

DE 10 A 12 ANYS: 
- Comencen a ser independents, autònoms, responsables.
- Els agrada agradar al nucli que els envolta.
- Són sensibles i positius.
- Tenen disposició per a treballar però els agrada la recompensa.
- Els agrada ser actius i competir.
- Saben ser analítics i crítics/.
- Els agrada participar en jocs planejats, grupals i de taula.
- Les excursions i les col·leccions són del seu gust.
- Saben prendre decisions i expressar les seves idees.
- Els agrada fer trencaclosques i àlbums.
- S'interessen pels animals i la naturalesa.
- La investigació els entusiasma.
- Els agrada tocar instruments.
- Componen cançons i fan poemes.

DE 13 A 15 ANYS: 
- Són importants els amics en aquesta edat.
- Amplien les relacions interpersonals
- Són entusiastes i molt responsables.
- Els agrada dibuixar, pintar, el grafiti.
- Són extravertits i persistents.
- Realitzen tornejos i concursos.
- Reafirmen la seva personalitat.
- Són reflexius i els agrada analitzar problemàtiques.
- Els agrada ser populars en els ambients en els quals es desenvolupen.
- Els agrada llegir, escoltar música, anar al cinema i el telèfon.

## Lloc
Les ludoteques es poden trobar en diversos llocs com escoles, biblioteques o altres institucions socioculturals. A cada espai, són atesos per ludotecaris o personal competent encarregat de seleccionar, orientar i ajudar els usuaris en la seva elecció.
Una llista dels llocs més importants on es troben és la següent:
- Hospitals: Les principals funcions són distreure al nen malalt de la seva malaltia, practicar la teràpia a través del joc i altres activitats lúdiques i oferir-los un espai diferent per poder interactuar amb els seus pares i amb altres nens hospitalitzats.[6]
- Supermercats: La principal funció és entretenir al nen, per així, fer que els pares puguin visualitzar millor el seu temps per fer els encàrrecs d'una manera més còmode.
- Biblioteques: L'objectiu principal és fomentar de manera espontània l'interès cap a la lectura com aprenentatge didàctic.
- Escoles: Es troba als serveis de matins o tardes, o a l'hora del menjador. En aquest moment disposen d'un espai per interactuar i entretenir-se juntament amb els seus companys.
- Clubs de vacances: Durant el viatge, els nens/es poden gaudir del seu espai d'aprenentatge. Participen en tallers de pintura, dibuix, treballs manuals, visualitzen pel·lícules infantils, col·laboren en divertits jocs i activitats organitzades pel departament d'animació de l'agència.

## Elecció del material lúdic
Les contribucions educatives del joguet es donen per la formació de l'individu i del lúdic com a expressió de plaer.
En el segle xix i XX van aparèixer els anomenats “jocs didàctics sofisticats” (gramàtica) il·lustrada en el format de joc, jocs per la música, jocs de cartes per la lectura, segells numèrics, bingos, trencaclosques, etc.
Cada centre ha d'elaborar un registre on es determini l'inventari actualitzat de les joguines, i on es puguin recollir les dades descriptives principals de cada unitat de joc i els valors que transmet, així com l'assignació alfanumèrica o referencial corresponent.
Les característiques principals del material són:
- Anima la imaginació i permet desenvolupar la concentració.
- No té substàncies tòxiques.
- No posseeix propaganda d'origen ideològic polític.
- Serveix per a la presa de decisions.

## Funcions
Les funcions de les ludoteques són les següents:
- Funció recreativa: La ludoteca és un espai de joc, i com a tal, ha d'oferir diversió, ser atractiva i fer gaudir als seus usuaris.
- Funció educativa: La ludoteca ha d'aprofitar que el joc és una potent eina d'aprenentatge per educar els infants d'una manera global en les diferents àrees d'intervenció: els sentits, el moviment, la intel·ligència, la capacitat comunicativa, les capacitats relacionals…
- Funció socioeconòmica: La ludoteca garanteix la igualtat d'oportunitats per accedir als jocs i joguines, en posar mitjans i materials a l'abast de tothom.
- Funció comunitària i d'integració social: Tots els membres i grups de la comunitat es poden beneficiar d'aquest servei, que es pot utilitzar com a lloc de trobada, útil per crear xarxa social.
- Funció d'investigació: En les ludoteques, els jocs i les joguines es posen a prova. L'equip responsable, a través de l'observació, es pot adonar de la qualitat de les joguines i de l'ús que se'n fa per tal d'informar a institucions i a industrials… A més, la ludoteca és idònia per experimentar jocs nous i, alhora, per recuperar els antics o tradicionals.

1. Promoure el dret del nen i de les seves famílies a gaudir del joc amb la garantia de qualitat, tant pedagògica com de seguretat.
2. Elaborar i desenvolupar un projecte socioeducatiu que fomenti el desenvolupament integral de la persona a partir d'una activitat lúdica i creativa.
3. Oferir els recursos lúdics de qualitats adequats a la ciutadania perquè puguin desenvolupar activitats lúdiques i d'esbarjo, i  afavorir actituds solidàries i d'acceptació de la diferència, fomentant l'educació en els valors de la coeducació, els drets humans, la cohesió social i la igualtat d'oportunitats entre dones i homes.
4. Estimular l'afecció a les activitats lúdiques com a eina d'integració social i de comunicació intergeneracional.
5. Fomentar i desenvolupar la relació social sense cap mena de discriminació per raó de sexe, cultura, ètnia o religió, i permetre afavorir una lliure relació.
6. Portar a terme les actuacions dinamitzadores dels diferents grups de persones encaminades a fomentar el joc mixt.
7. Facilitar els recursos lúdics adequats a les persones usuàries amb disminucions físiques, psíquiques i sensorials.
8. Informar i assessorar, didàcticament, tant al nen com a l'adult de referència, sobre els usos de les joguines i dels jocs.

- Oferir a l'usuari el material lúdic segons els seus gustos, habilitats i possibilitats.
- Promoure el joc en grup segons l'edat per a estimular la cooperació solidària i de participació.
- Afavorir l'adquisició de pertinença per mitjà del coneixement de la història i les tradicions, definint la seva identitat nacional.
- L'ocupació del temps lliure perquè sigui productiva.
- Comunicació familiar en l'estimulació dels processos afectius i de relació amb la família.
- Orientar als pares en l'adquisició de material lúdic.
- Proveir material lúdic per a xiquets amb discapacitat, malaltia, problemes físics o psíquics.[9]
- Promoure el dret del nen i de les seves famílies a gaudir del joc amb la garantia de qualitat, tant pedagògica com de seguretat.
- Elaborar i desenvolupar un projecte socioeducatiu que fomenti el desenvolupament integral de la persona a partir d'una activitat lúdica i creativa.
- Oferir els recursos lúdics de qualitats adequats a la ciutadania perquè puguin desenvolupar activitats lúdiques i d'esbarjo, i  afavorir actituds solidàries i d'acceptació de la diferència, fomentant l'educació en els valors de la coeducació, els drets humans, la cohesió social i la igualtat d'oportunitats entre dones i homes.
- Estimular l'afecció a les activitats lúdiques com a eina d'integració social i de comunicació intergeneracional.
- Fomentar i desenvolupar la relació social sense cap mena de discriminació per raó de sexe, cultura, ètnia o religió, i permetre afavorir una lliure relació.

## Tipus
Les ludoteques es classifiquen en:
- Ludoteca circulant o mòbils: Utilitzant ludobusos permet dur a diversos llocs allunyats o escassos d'espais recreatius el préstec de materials lúdics.
- Ludoteca publica: Està situada en institucions com cases de cultura, museus, biblioteques, centres recreatius, cercles socials. Brinda un servei que abasta a tota la comunitat i d'ampli horari.
- Ludoteca escolar: Es troben dins d'institucions d'ensenyament primari i secundària i posseeix materials lúdics segons el tipus d'usuari i els objectius que es persegueixen.
- Ludoteques hospitalàries: Disposen d'espais habilitats per al joc en pacients, infants i/o adolescents.[10]
- Ludoteques laboratoris: Són annexos d'altres institucions relacionats amb l'activitat docent o lúdica per a l'experimentació o formació d'especialistes. Són instituts pedagògics, empreses productores de joguets, entitats d'investigació psicològica o sociològica, etc. Són de caràcter investigador.
- Ludoteca itinerant: Són les creades per institucions provincials per a acostar materials lúdics a nuclis rurals, comunament es realitza en escoles.
- Ludoteques especialitzades: Per a realitzar treball amb discapacitats, amb material seleccionat dins de l'establiment educatiu.

A més a més també podem trobar-ne de fixes i temporals:
- Les ludoteques fixes: Són les que exerceixen les seves activitats de manera continuada i en el mateix espai físic.
- Les ludoteques temporals: Són les que desenvolupen les seves activitats en espais físics variables i durant no més de dos mesos. Aquesta tipologia comprèn una dotació tant de material com de professionals que amb un projecte socioeducatiu adequat estableixin les activitats lúdiques que pensen dur a terme. Dins d'aquesta tipologia s'inclou la Ludomòbil de la Secretaria d'Acció Ciutadana, que fa un recorregut per les comarques catalanes.

## Confusions (Joc didàctic i joc educatiu)
No s'ha de confondre el joc educatiu amb el joc didàctic, ja que el joc educatiu involucra accions més actives, sent així lliures o encaminades, en què el nen explora el medi ambient i, a partir d'això, desenvolupa funcions motores, afectives, cognitives, a més a més de construir coneixement. En canvi, el joc didàctic és més limitat perquè està lligat a l'ensenyança de continguts molt particulars (matemàtiques, portuguès, geografia, etc.).